# Scuola militare di Roma
La Scuola militare di Roma, già Collegio militare di Roma, è stato un istituto di formazione militare italiano, attivo per sessant'anni, dal 1884 al 1943.

## Storia

Umberto II in divisa del Collegio militare di Roma (1921)

La fondazione del Collegio militare di Roma risale all'iniziativa del deputato Gian Domenico Corazzi. Quest'ultimo proveniva da una lunga carriera militare, che lo aveva portato a partecipare come maggiore del 1º Artiglieria alla campagna per l'unificazione italiana del 1859-1860, combattendo tra l'altro all'Assedio di Capua. Successivamente, aveva partecipato alla battaglia di Custoza, guadagnandovi una medaglia d'argento al Valor militare. Divenuto deputato, con la collaborazione dei colleghi Morra e Mocenni, presentò istanza di fondazione di un nuovo istituto di formazione militare a Roma per il bene della gioventù e nell'interesse della Patria.
L'atto di istituzione, datato 26 luglio 1883, fu firmato dal re Umberto I e successivamente controfirmato dal ministro della Guerra Ferdinando Acton. Tale circostanza creò un singolare gemellaggio con la più antica Scuola militare "Nunziatella" di Napoli, il cui atto fondativo era stato controfirmato dal ministro della Guerra del Regno delle Due Sicilie John Acton, antenato di Ferdinando Acton. La sede del neonato istituto fu stabilita nel Palazzo Salviati, all'epoca posto direttamente sulle sponde del Tevere. Primo comandante dell'istituto fu il colonnello geniere Pagano, e i primi allievi furono ammessi il 6 gennaio 1884.
L'ordinamento degli studi fu originariamente stabilito su quattro anni, con lo scopo statutario di preparare i giovani allievi all'ingresso alle Accademie militari, similmente a quanto avveniva per gli allievi dei Collegi militari di Napoli, Milano e Firenze. Da questi ultimi, per il primo anno di attività della neonata Scuola, furono fatti affluire i primi allievi. Dopo un solo anno di attività, gli anni di corso furono portati a cinque. Il 19 ottobre 1894 la Scuola fu a tutti gli effetti parificata con gli Istituti Tecnici. La Scuola cominciò ben presto ad attrarre allievi dalle famiglie aristocratiche e borghesi, e nel 1898, in seguito alla soppressione delle Scuole militari di Milano, Firenze e Messina, ricevette il numero II (il numero I, dalla fondazione e fino ai giorni nostri, è sempre stato appannaggio del Collegio militare Nunziatella, la più antica tra le Scuole militari italiane). Nel 1908, l'ordinamento degli studi fu mutato, inserendo un intero corso di Liceo in luogo di quello dell'Istituto Tecnico. Il 29 maggio 1909 fu celebrato il primo venticinquennale di vita dell'istituto, in ritardo rispetto alla data effettiva, dato che nel disastroso terremoto di Messina di pochi mesi prima avevano trovato la morte gli allievi Arnaldo Bargoni, Gaetano Raimo e Vincenzo Olivieri. Durante la cerimonia, svoltasi alla presenza del re Vittorio Emanuele III, fu scoperta la lapide in bronzo dedicata ai Caduti.
Nel 1918 il principe ereditario Umberto fu ammesso come allievo alla Scuola, e vi frequentò regolarmente i corsi fino al 1921.
Il Collegio Militare di Roma, a palazzo Salviati, nel 1935 diventò Scuola Militare di Roma e tale restò sino all'8 settembre 1943.
I corsi si conclusero poco dopo sotto il nome di "Liceo Convitto Salviati". Questi fu definitivamente sciolto nel 1946 dal Ministero della Difesa.

## Ex Allievi
Gli ex-allievi della Scuola Militare di Roma, in base allo Statuto del 1950, hanno diritto di aderire all'Associazione Ex Allievi Nunziatella. In tempi più recenti, tale possibilità è stata offerta a termini di Statuto anche dall'Associazione Nazionale Ex Allievi della Scuola Militare Teulié.